# Essert-Romand
Essert-Romand is een gemeente in het Franse departement Haute-Savoie (regio Auvergne-Rhône-Alpes) en telt 383 inwoners (2004). De plaats maakt deel uit van het arrondissement Thonon-les-Bains.

## Geografie
De oppervlakte van Essert-Romand bedraagt 6,9 km², de bevolkingsdichtheid is 55,5 inwoners per km².
De onderstaande kaart toont de ligging van Essert-Romand met de belangrijkste infrastructuur en aangrenzende gemeenten.

## Demografie
Onderstaande figuur toont het verloop van het inwonertal (bron: INSEE-tellingen).